# Хшанув-Дужи
Хшанув-Дужи (пол. Chrzanów Duży) — село в Польщі, у гміні Гродзиськ-Мазовецький Ґродзиського повіту Мазовецького воєводства.
Населення — 321 особа (2011).
У 1975-1998 роках село належало до Варшавського воєводства.

## Демографія
Демографічна структура станом на 31 березня 2011 року:
|          | Загалом | Допрацездатний вік | Працездатний вік | Постпрацездатний вік |
| -------- | ------- | ------------------ | ---------------- | -------------------- |
| Чоловіки | 151     | 29                 | 110              | 12                   |
| Жінки    | 170     | 34                 | 104              | 32                   |
| Разом    | 321     | 63                 | 214              | 44                   |